# Демократическая партия (Гренландия)
Демократическая партия (также «Демократы»; гренл. Demokraatit; дат. Demokraterne) — либеральная политическая партия в Гренландии.
Ранее партия скептически относилась к независимости Гренландии и даже к самостоятельному самоуправлению. Двумя главными приоритетами в её программе были улучшение образовательных стандартов и жилищной ситуации. К выборам 2025 года партия стала поддерживать независимость как конечную цель процесса, который начинается с повышения уровня самоопределения. Однако демократы выступают за более постепенную независимость от Дании по сравнению с левыми гренландскими партиями «Народное сообщество» и «Вперёд».

## История
После основания в 2002 году партия получила пять мест на выборах в этом же году. Позднее она увеличила общее количество своих мест до семи на выборах 2005 года, но была допущена к власти так называемой «Коалицией северного сияния» (партиями «Вперёд», «Народное сообщество» и «Атассут»). На выборах 2009 года партия сократила своё представительство в парламенте до четырёх депутатов, однако, вошла в правительственную коалицию с «Народным сообществом» и «Ассоциацией кандидатов». На выборах 2013 года партия получила только два места, но уже в 2014 году увеличила своё представительство до четырёх мест в парламенте.

## Результаты выборов

### Выборы в Парламент Гренландии
| Выборы | Голосов | % (место)  | Мест в парламенте | Статус                                                     |
| ------ | ------- | ---------- | ----------------- | ---------------------------------------------------------- |
| 2002   | 4 558   | 15,9 (#4)  | 5 из 31           | Оппозиция                                                  |
| 2005   | 6 595   | 22,8 (#2)  | 7 из 31           | Оппозиция                                                  |
| 2009   | 3 620   | 12,7 (#3)  | 4 из 31           | Младший партнёр правительственной коалиции                 |
| 2013   | 1 870   | 6,2 (#5)   | 2 из 31           | Оппозиция                                                  |
| 2014   | 3 469   | 11,8 (#3)  | 4 из 31           | Младший партнёр правительственной коалиции (2014–2016)     |
| 2014   | 3 469   | 11,8 (#3)  | 4 из 31           | Оппозиция (2016–2018)                                      |
| 2018   | 5 712   | 19,5 (#3)  | 6 из 31           | Оппозиция, поддержка правительства меньшинства (2018–2020) |
| 2018   | 5 712   | 19,5 (#3)  | 6 из 31           | Младший партнёр правительственной коалиции (2020–2021)     |
| 2021   | 2 454   | 9,3 (#4)   | 3 из 31           | Оппозиция                                                  |
| 2025   | 8 563   | 30,26 (#1) | 10 из 31          |                                                            |